# Poltava (kip)
De Poltava is een kippenras uit Poltava (Oekraïne). Het is een dubbeldoelras dat gehouden wordt voor de eieren en voor de vleesproductie.

## Afbeeldingen

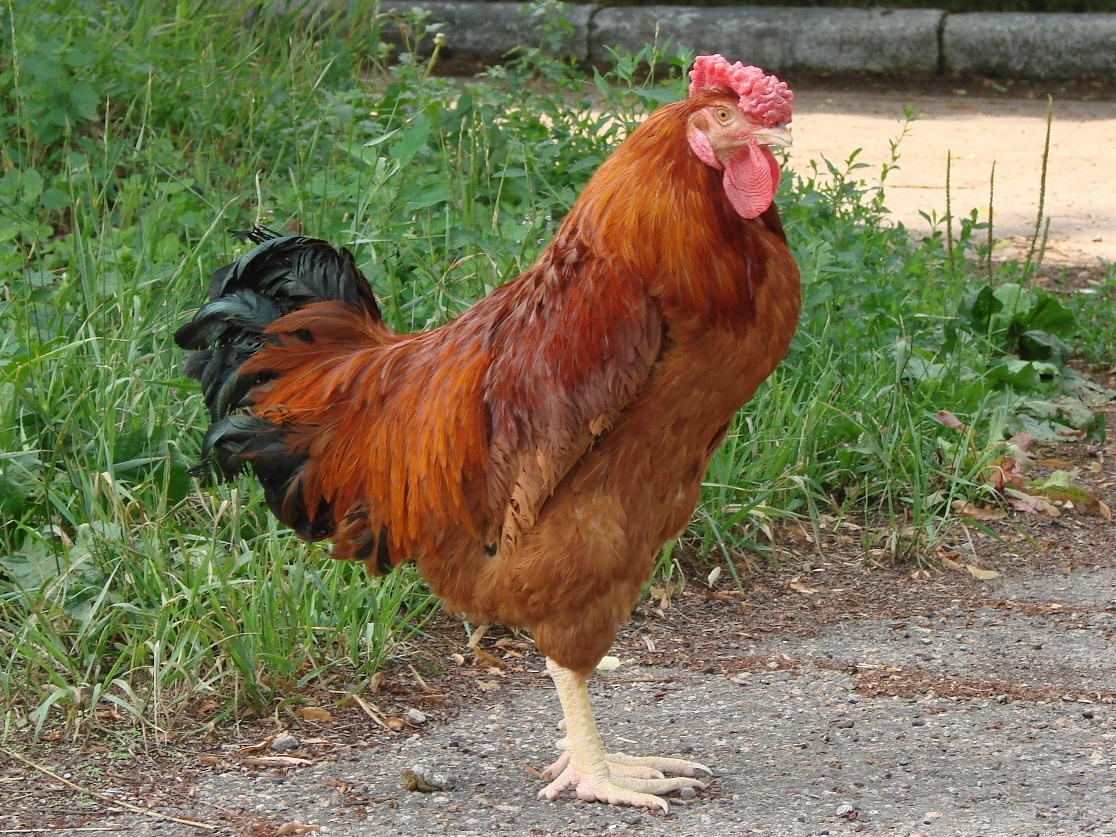
Haan
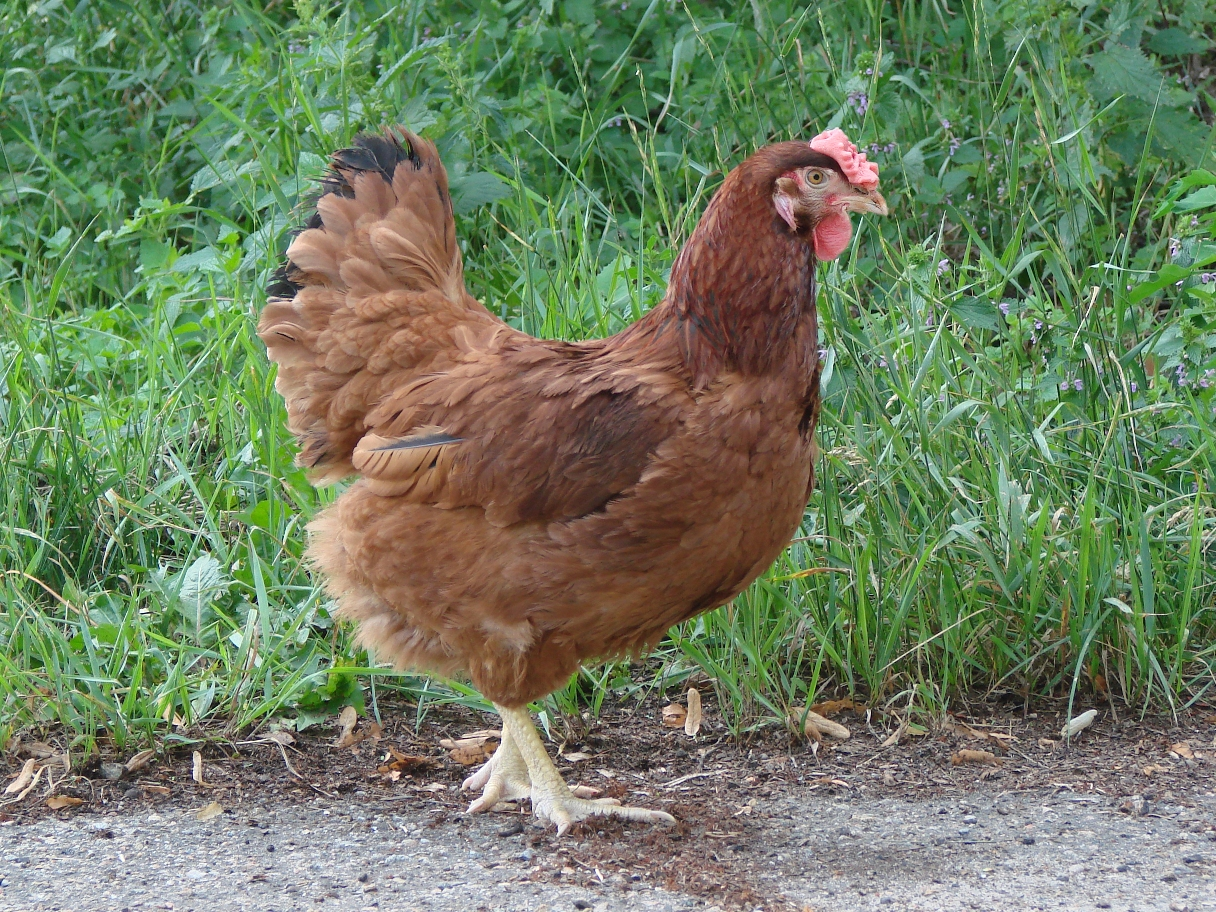
Hen